# Angelo Jacobini
Angelo Jacobini  (né le 25 avril 1825 à Genzano di Roma, dans le Latium, et mort le 3 mars 1886 à Rome) est un cardinal italien du XIXe siècle.

## Biographie
Angelo Jacobini exerce diverses fonctions au sein de la curie romaine, notamment comme secrétaire de la congrégation extraordinaire des affaires ecclésiastiques et à la congrégation de l'Inquisition. Il participe aux négociations avec l'Allemagne, pendant le Kulturkampf.
Le pape Léon XIII le crée cardinal lors du consistoire du 27 mars 1882 au titre cardinalice de Sant'Eustachio. 